# هوتیای دم‌گیره‌ای چپمن
هوتیای دم‌گیره‌ای چپمن (نام علمی: Mysateles gundlachi) نام یک گونه از تیره هوتیا است.